# Limnocythere oughtoni
Limnocythere oughtoni är en kräftdjursart som beskrevs av Tressler 1957. Limnocythere oughtoni ingår i släktet Limnocythere och familjen Limnocytheridae. Inga underarter finns listade i Catalogue of Life.